# 마쓰다 CX-30
마쓰다 CX-30(영어: Mazda CX-30)은 마쓰다에서 2019년부터 생산 중인 초소형 크로스오버 SUV이다.